# Gråvacka

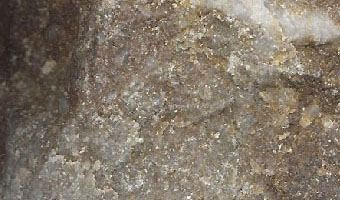
Gråvacka

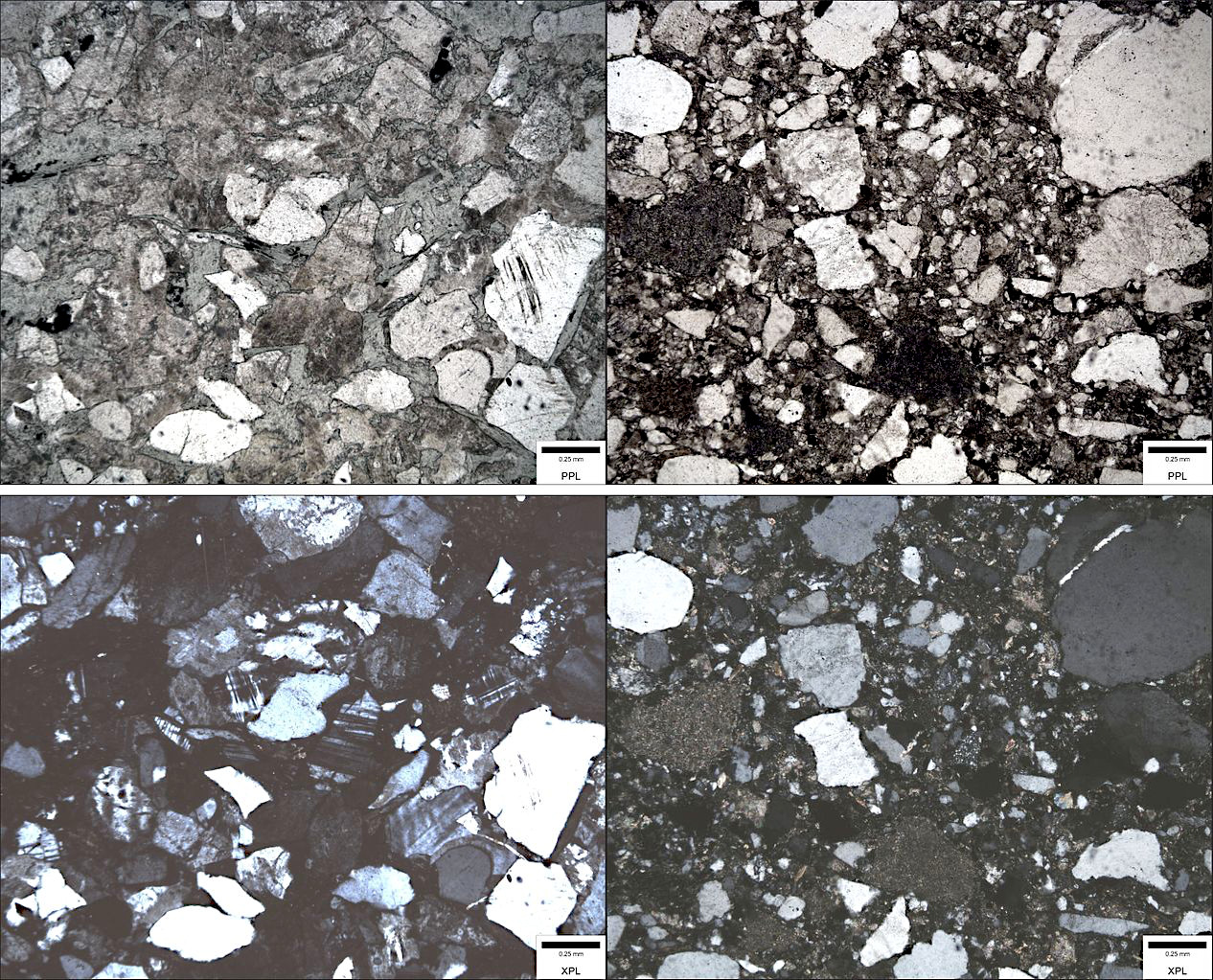
Mikrofotografier av fältspatisk (L) och litisk (R) gråvacka. De översta bilderna är i planpolariserat ljus, medan de nedre bilderna tagits i korspolariserat ljus. Cement fyller porutrymmena.

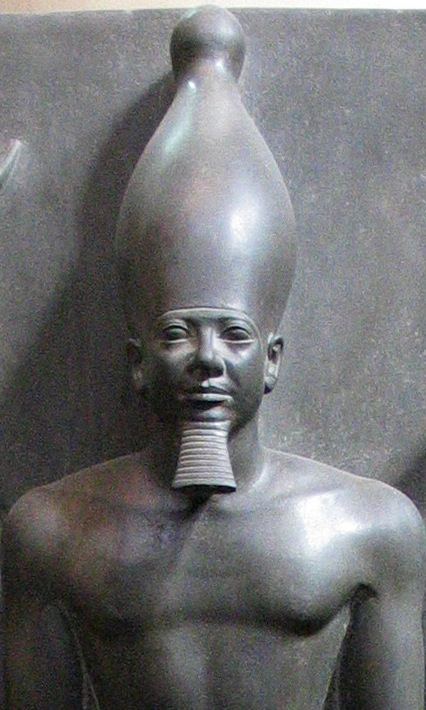
Närbild av farao Menkaures gråvackastaty, 2400-talet f.Kr., från Egyptiska museet i Kairo.

Gråvacka är fältspathaltiga, sandstensliknande sedimentära bergarter av mörk färg och av hög geologisk ålder. De är för det mesta sammankittade och bindemedlet är ofta mörkfärgat. Ibland består det av karbonat eller står lerskiffrarna mycket nära, men det kan också vara sammansatt av en mängd mikroskopiska, olikartade mineralpartiklar. Bergarten innehåller minst 15 procent lerig matris samt kvarts, fältspat och stor mängd lättvittrade mörka mineral. Den är en strukturellt omogen sedimentär bergart som vanligtvis finns i paleozoiska skikt. De större kornen kan vara sand- till grusstora. 

## Bildning
Ursprunget till gråvacka var okänt tills grumlighetsströmmar och grumligheter kunde tolkas, eftersom grus, sand och lera enligt de normala lagarna för sedimentation inte borde läggas ner tillsammans. Geologer tillskriver nu dess bildande till undervattenslaviner eller starka grumlighetsströmmar. Dessa förlopp driver sediment och orsakar uppslamningar med blandade sediment, där de resulterande avlagringarna kan uppvisa en mängd olika sedimentära egenskaper. Som stöd för teorin om grumlighetsursprung är det faktum att avlagringar av gråvacka finns på kanterna av kontinentalsocklarna, på bottnarna av oceaniska sänkor och vid basen av bergsformationsområden. De förekommer också i samband med svarta skiffrar av djuphavsursprung.
Gråvackorna innehåller i regel inga fossiler, men organiska lämningar kan vara vanliga i de finare bäddar som hör samman med dem. Deras ingående partiklar är vanligtvis inte särskilt rundade eller polerade, och bergarterna har ofta blivit avsevärt härdade genom omkristallisering, som införandet av interstitiell kiseldioxid. I vissa distrikt är gråvackorna spaltade, men de visar fenomen av detta slag mycket mindre perfekt än skifferna.
Även om gruppen är så mångsidig att den är svår att karakterisera mineralogiskt, har den en väletablerad plats i petrografiska klassificeringar eftersom dessa märkliga sammansatta arenaavlagringar är mycket vanliga bland siluriska och kambriska bergarter och är mindre vanliga i mesozoiska eller kenozoiska skikt. Deras väsentliga egenskaper är deras gryniga karaktär och deras komplexa sammansättning. Genom att öka metamorfosen övergår gråvackor ofta till glimmerskivor, kloritiska skiffer och sedimentära gnejser. 

## Olika sorter
Begreppet "gråvacka" kan vara förvirrande, eftersom det kan hänvisa till antingen den omogna formen av stenen (stenfragment) eller dess finkorniga komponent (lera).
Gråvackor är mestadels gråa, bruna, gula eller svarta, mattfärgade sandstenar som kan förekomma i tjocka eller tunna bäddar tillsammans med skiffer och kalksten. Vissa sorter inkluderar fältspatisk gråvacka, rik på fältspat, och litisk gråvacka, rik på andra små stenfragment. De kan innehålla en mycket stor variation av mineraler, de främsta är kvarts-, ortoklas- och plagioklasfältspatar, kalcit, järnoxider och grafitiska, kolhaltiga ämnen, tillsammans med (i de grövre sorterna) fragment av sådana bergarter som felsit, chert, skiffer, gnejs, olika skiffer och kvartsit. Bland andra mineraler som finns i dem är biotit, klorit, turmalin, epidot, apatit, granat, hornblände, augit, sfen och pyrit. Det cementerande materialet kan vara kisel- eller argillahaltigt och är ibland kalkrikt.

## I geologi och geografi
Gråvackor är rikligt förekommande i Wales, södra Skottland, Longford-Down Massif i Irland och Lake District National Park i England. De utgör majoriteten av de viktigaste södra alperna som utgör ryggraden i Nya Zeeland. Både fältspatisk och litisk gråvacka har hittats i Ecca Group i Sydafrika. Gråvackor finns också i delar av den östra öknen öster om Nilen.
De var ett tidigt föremål för geologiska studier i Storbritannien där Geological Society grundades 1807, och väckte mycket allmänt intresse för geologi. Gråvacka var intressant eftersom det hittades på många platser i Storbritannien och dess förekomst på särskilda platser var ett bevis på mönstret av geologiska skikt som hade lagts ner. Se: The Greywacke, How a Priest, a Soldier and a School Teacher Uncovered 300 Million Years of History (ISBN 1788163788).
Ibland har bergarten en skiffrig karaktär och kallas då gråvackeskiffer. Dessa med gråvacka besläktade bergarter med grå eller rödaktig färg, vilka i stor utsträckning förekommer i Skandinaviens sydligare fjällområden, såsom Härjedalen, Jämtland (föllingegråvacka), Österdalen och trakten kring Lillehammer i Norge, kallas sparagmit.

## Användning
Gråvacka har använts som byggnadsmaterial och skulpturmaterial i många epoker och samhällen. Dess äldsta kända användningsområden dateras till det tidiga tredje årtusendet f.Kr., i Egyptens tidiga dynastiska period. Dess breda användning i skulpturer och kärl tros ha berott på dess fina kornstorlek och motståndskraft mot frakturering, vilket gör den lämplig för fina detaljer och invecklade former.
Bortsett från dess strukturella användningsområden är gråvackasten (eller formar tagna från den) värdefulla för utövare av traditionell filmfotografering (miniatyrfotografering), eftersom den på grund av dess ovanligt blandade karaktär förblir naturlig när den porträtterar ett brett spektrum av miniatyrskaleförhållanden, från 1:1 till så högt som 1:600.

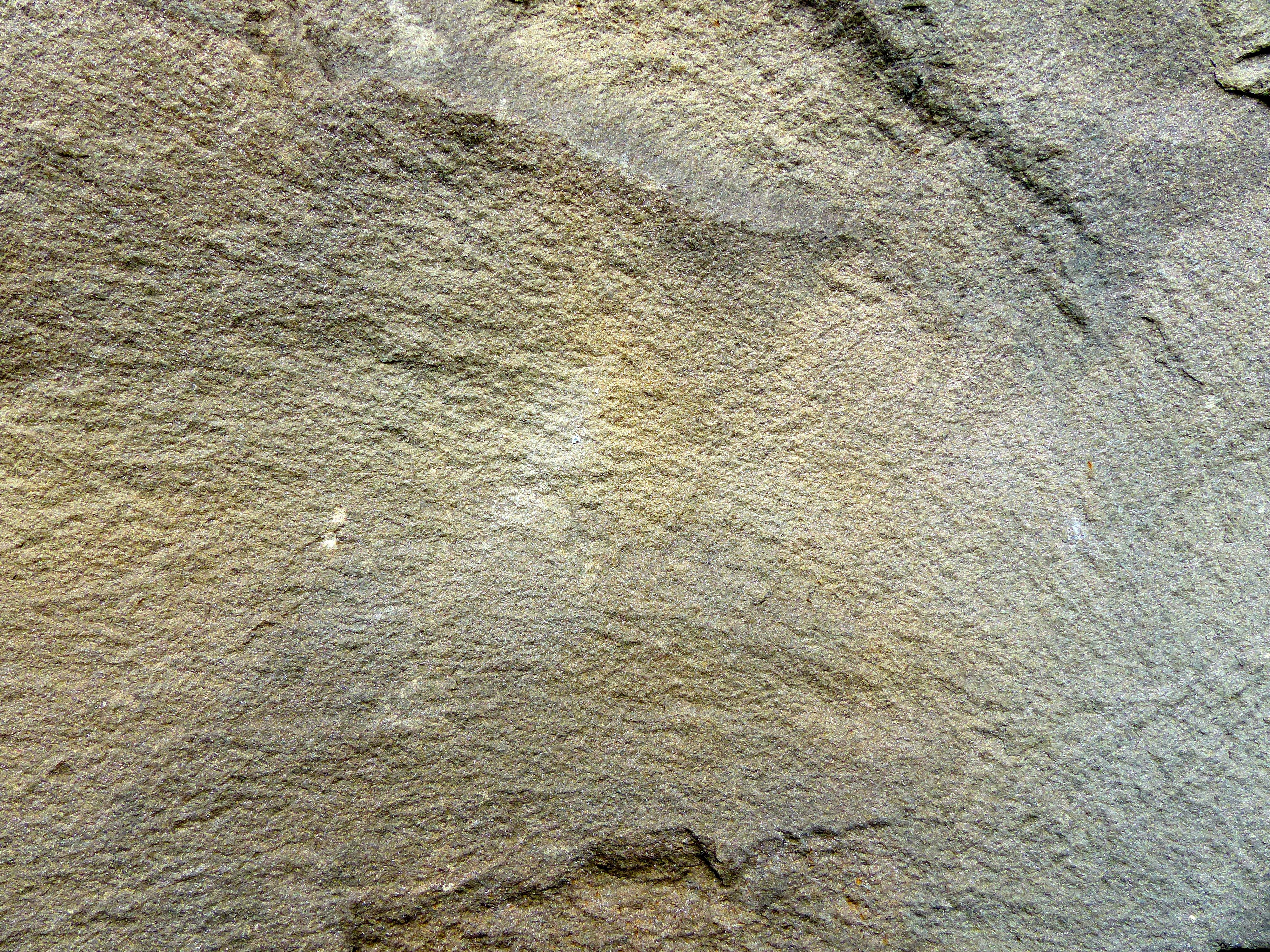
Gråvackasten
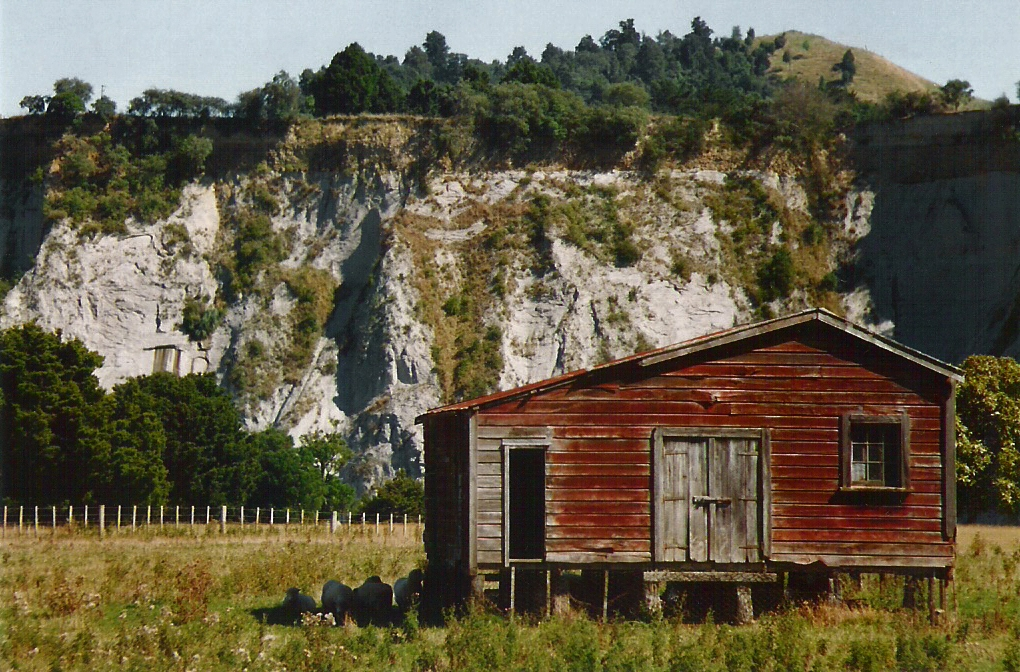
Exempel på gråvackaklippor, Mangaweka, Northern.Manawatu, Nya Zeeland
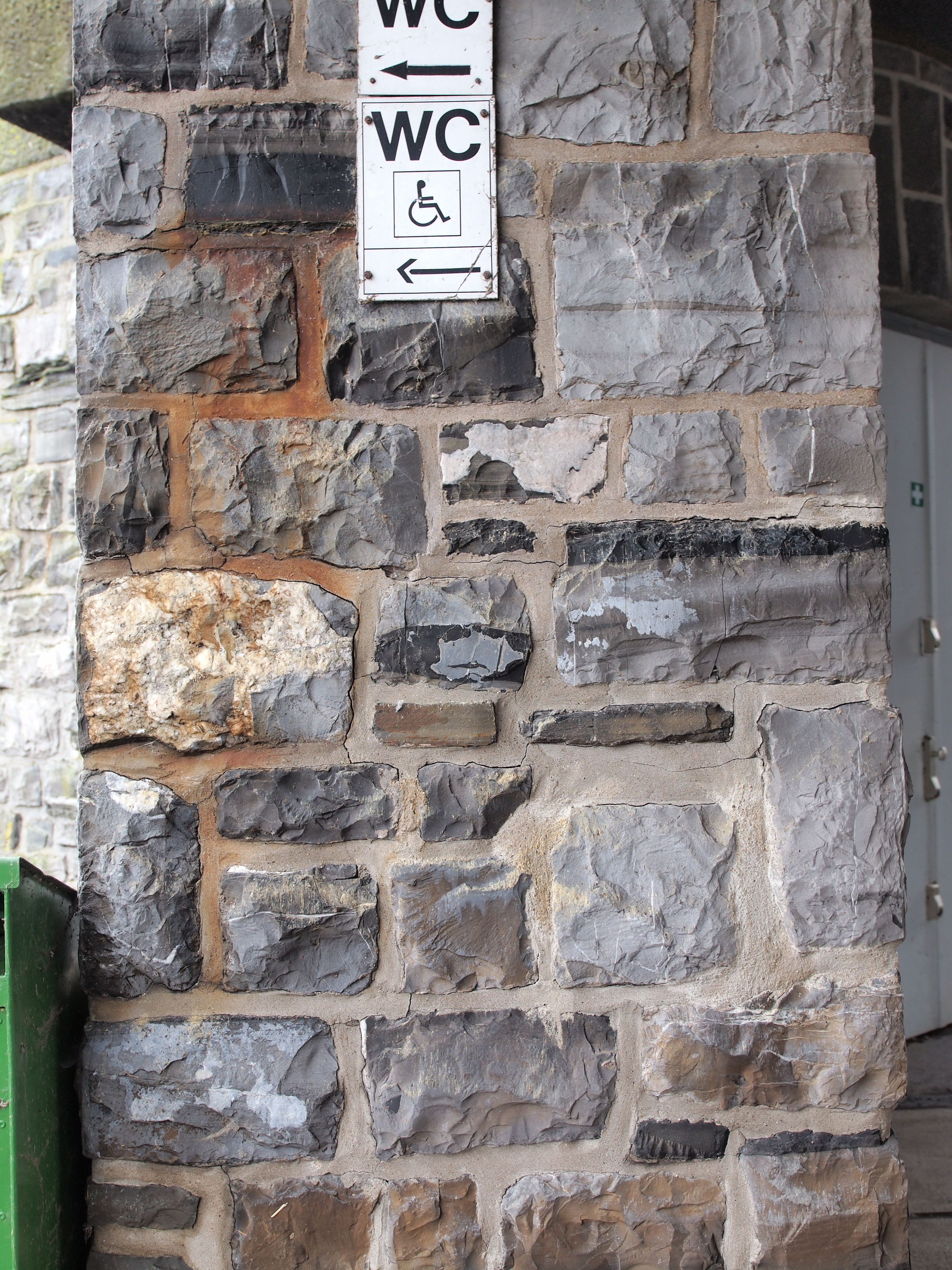
Vägg av gråvacka vid Möhne Reservoir dammen, Tyskland